# جایزه هاثورندن
بنیاد جایزه هاثورندن (به انگلیسی: Hawthornden Prize)، کهن‌ترین جوایز ادبی مشهور انگلستان، در سال ۱۹۱۹ بوسیلهٔ میس آلیس وارندر (به انگلیسی: Alice Warrender) گذشته شد.
این جایزه شامل صد لیره و یک مدال نقره است که در ژوئن هر سال به نویسنده‌ای انگلیسی به سنی کمتر از چهل و یک سال برای بهترین اثر ادبی تخیلی اعطاء می‌شود. هدف آن تشویق نویسندگان جوان است و کلمهٔ "تخیلی" در دامنه‌ای وسیع تعبیر و تفسیر می‌شود.
در شرایط جایزه قید نشده‌است که شرح احوال و آثار بزرگان برای مسابقه پذیرفته نمی‌شود، ضمناً برای شرکت در مسابقه نویسندگان ملزم نیستند که کتاب‌های خود را ارائه کنند، در واقع مسابقه‌ای به معنای کلمه صورت نمی‌گیرد، و داوران جایزه بدون اطلاع نویسندگان برنده را تعیین می‌کنند.
برخی از برندگان این جایزه عبارتند از
- ۱۹۲۲ - ادموند بلوندن برای کتاب "شبان" The Shepherd
- ۱۹۲۵ - شان اوکیسی برای "جونو و طاووس" Juno and the Paycock
- ۱۹۲۸ - زیگفرید ساسون برای "خاطرات یک صیاد روباه" Memoirs of a Fox-Hunting Man
- ۱۹۳۰ - جفری دنیس برای "پایان جهان" The End of the World
- ۱۹۳۴ - جیمز هیلتون برای "افق گمشده" Lost Horizon
- ۱۹۳۵ - رابرت گریوز برای "من، کلودیوس" I, Claudius
- ۱۹۳۶ - اولین وو برای Edmund Campion
- ۱۹۴۵ - گراهام گرین برای The Power and the Glory
- ۱۹۶۱ - تد هیوز برای Lupercal
- ۱۹۶۲ - رابرت شاو برای The Sun Doctor
- ۱۹۶۴ - وی. اس. نایپل برای Mr Stone and the Knights Companion
- ۱۹۶۹ - جفری هیل برای King Log
- ۱۹۹۶ - هیلاری منتل برای An Experiment in Love